# Espadas em arados

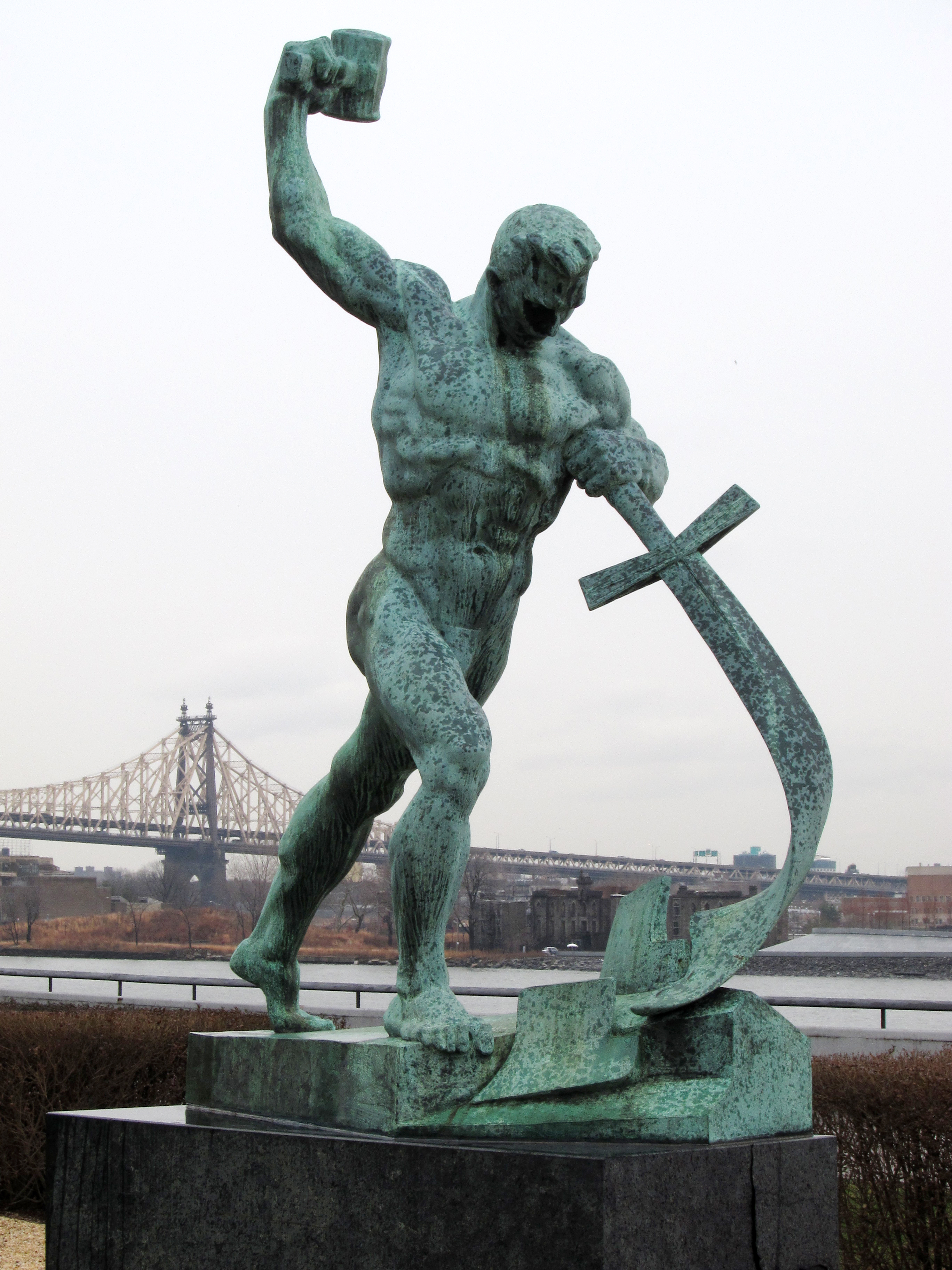
Vamos transformar espadas em arados por Yevgeny Vuchetich na Coleção de Arte das Nações Unidas, Nova Iorque

Espadas em arados é um conceito no qual armas ou tecnologias militares são convertidas para aplicações civis pacíficas.
A frase se origina do Livro de Isaías, capítulo 2:
«Irão muitos povos e dirão: Vinde e subamos ao monte de Jeová, à casa do Deus de Jacó; dê-nos ele a lição dos seus caminhos, e andaremos nas suas veredas; porque de Sião sairá a lei, e de Jerusalém a palavra de Jeová. Ele julgará entre as nações, e servirá de árbitro a muitos povos; das suas espadas forjarão relhas de arado, e das suas lanças podadeiras: uma nação não levantará a espada contra outra nação, nem aprenderão mais a guerra.» (Isaías 2:3–4)
O arado (em hebraico:  אֵת ’êṯ) é frequentemente usado para simbolizar ferramentas criativas que beneficiam a humanidade, em oposição a ferramentas destrutivas de guerra, simbolizadas pela espada (em hebraico:  חֶרֶב ḥereḇ), uma ferramenta de metal afiada semelhante com um uso indiscutivelmente oposto.
Além da intenção messiânica bíblica original, a expressão "transformar espadas em arados" tem sido usada por diferentes grupos sociais e políticos.
Um exemplo em andamento desde 2013 é o desmantelamento de armas nucleares e o uso de seu conteúdo como combustível em centrais elétricas civis, o Programa Megatons para Megawatts. O desenvolvimento da fissão nuclear, originalmente acelerado devido às necessidades de armamento da Segunda Guerra Mundial, tem sido aplicado a muitos propósitos civis desde seu uso em Hiroshima e Nagasaki, incluindo na produção de eletricidade e radiofármacos.

## Referências bíblicas

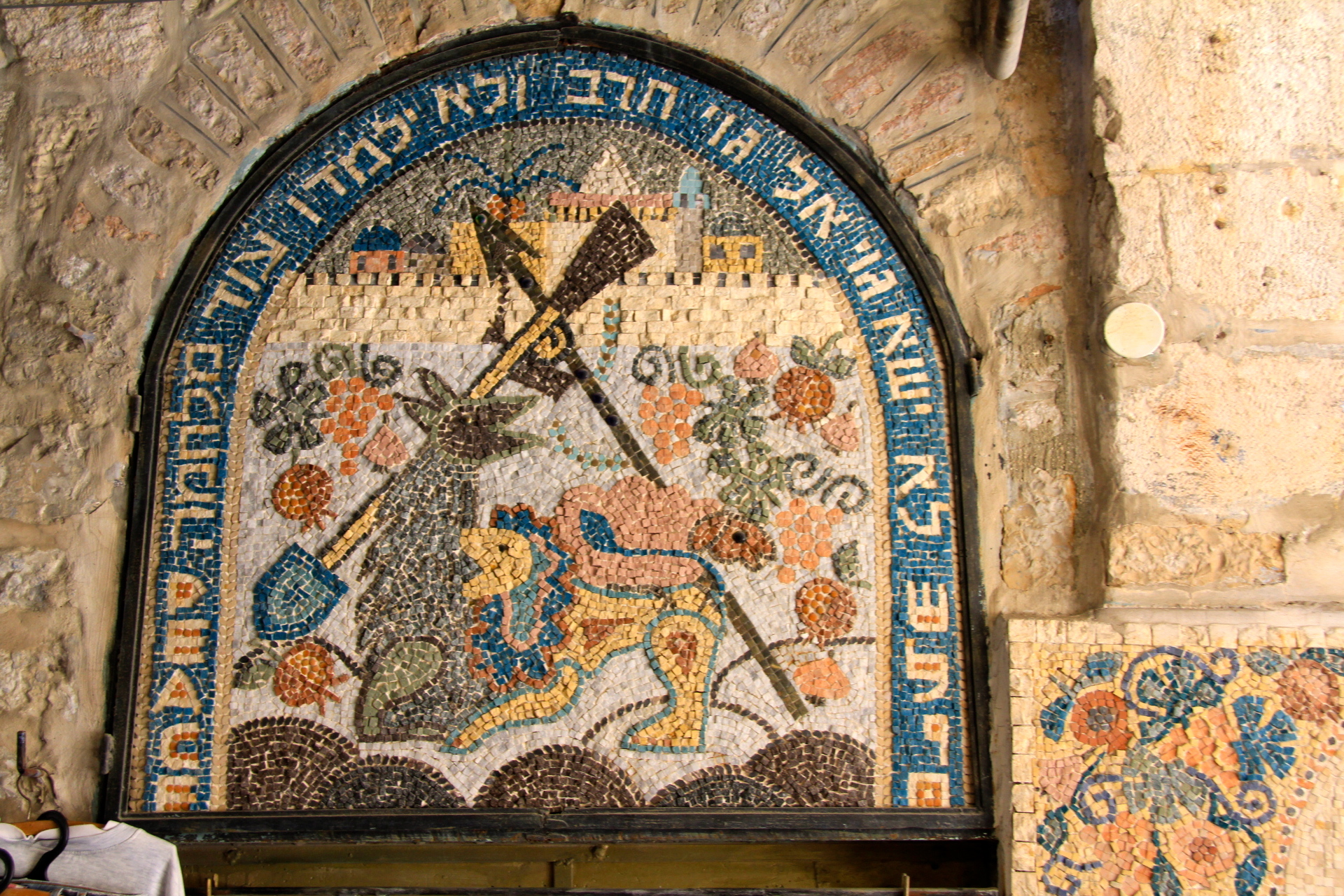
Mosaico na Galeria Beit Habad, em Jerusalém, citando Isaías 2:4, ilustrando um leão, uma lança e uma pá